# داركو تاليتش
داركو تاليتش مواليد 23 فبراير 1998 في بانيا لوكا، البوسنة والهرسك، هو لاعب كرة سلة بوسني. بدأ مسيرته الاحترافية في سنة 2015. يحمل الرقم 23.

## روابط خارجية
- داركو تاليتش على موقع الاتحاد الدولي لكرة السلة (الإنجليزية)
- داركو تاليتش على موقع كرة السلة الأوروبية.كوم (الإنجليزية)
- داركو تاليتش على موقع ريلجم (الإنجليزية)
- داركو تاليتش على موقع بروبوليرز (الإنجليزية)
- داركو تاليتش على موقع سبورتس رفرنس (الإنجليزية)